# 吳大廷
吳大廷（1824年—1877年），字桐云，号小酉腴山館主人，中國清朝官員，湖南省辰沅永靖道辰州府沅陵縣（今湖南省懷化市沅陵縣）人。

## 生平
咸丰五年（1855年）中举人，先后追随胡林翼、曾国藩、李续宜與左宗棠，曾劝阻胡在临终前弹劾胜保。同治五年（1866年）由左宗棠推荐奉旨擔任按察使銜分巡台灣兵備道，任職期間中美發生羅發號事件。

## 著作
著述有《小酉腴山館全集》四册（文集12卷，詩集8卷，小酉腴山館主人自著年譜2卷），《讀書隨筆》6卷。

## 影視形象
| 年分 | 作品   | 演員   |
| ---- | ------ | ------ |
| 2021 | 斯卡羅 | 王振全 |